# Arangu
Arangu és una parròquia del conceyu asturià de Pravia. Té una població de 264 habitants (INE, 2006) i ocupa una extensió de 9,43 km².
Entre els monuments cal destacar una torre medieval.

## Barris
- Allence
- Arboriu
- Caunéu
- El Rebollal
- El Traveséu
- La Braña
- La Devesa
- La Ponteveiga
- La Xungal
- Las Tablas
- Prada
- Quintana
- Ribeiru
- San Pelayu

## Fills il·lustres
- Jesús Arango Fernández, Conseller d'Agricultura i Ramaderia d'Astúries entre 1982 i 1987